# اوگو بریزوئلا
اوگو بریزوئلا (اسپانیایی: Hugo Brizuela‎؛ زادهٔ ۸ فوریهٔ ۱۹۶۹) یک بازیکن فوتبال اهل پاراگوئه است.

## تیم ملی
وی همچنین در تیم ملی فوتبال پاراگوئه بازی کرده است.